# Hermann Schaefer (Maler)
Hermann Heinrich Schaefer, auch Hermann Schäfer oder Heinrich Schäfer (* 1815 in Halberstadt, Provinz Sachsen; † wohl nach 1850), war ein deutscher Architektur-, Genre-, Historien- und Porträtmaler sowie Zeichner und Lithograf der Düsseldorfer Schule.

## Leben

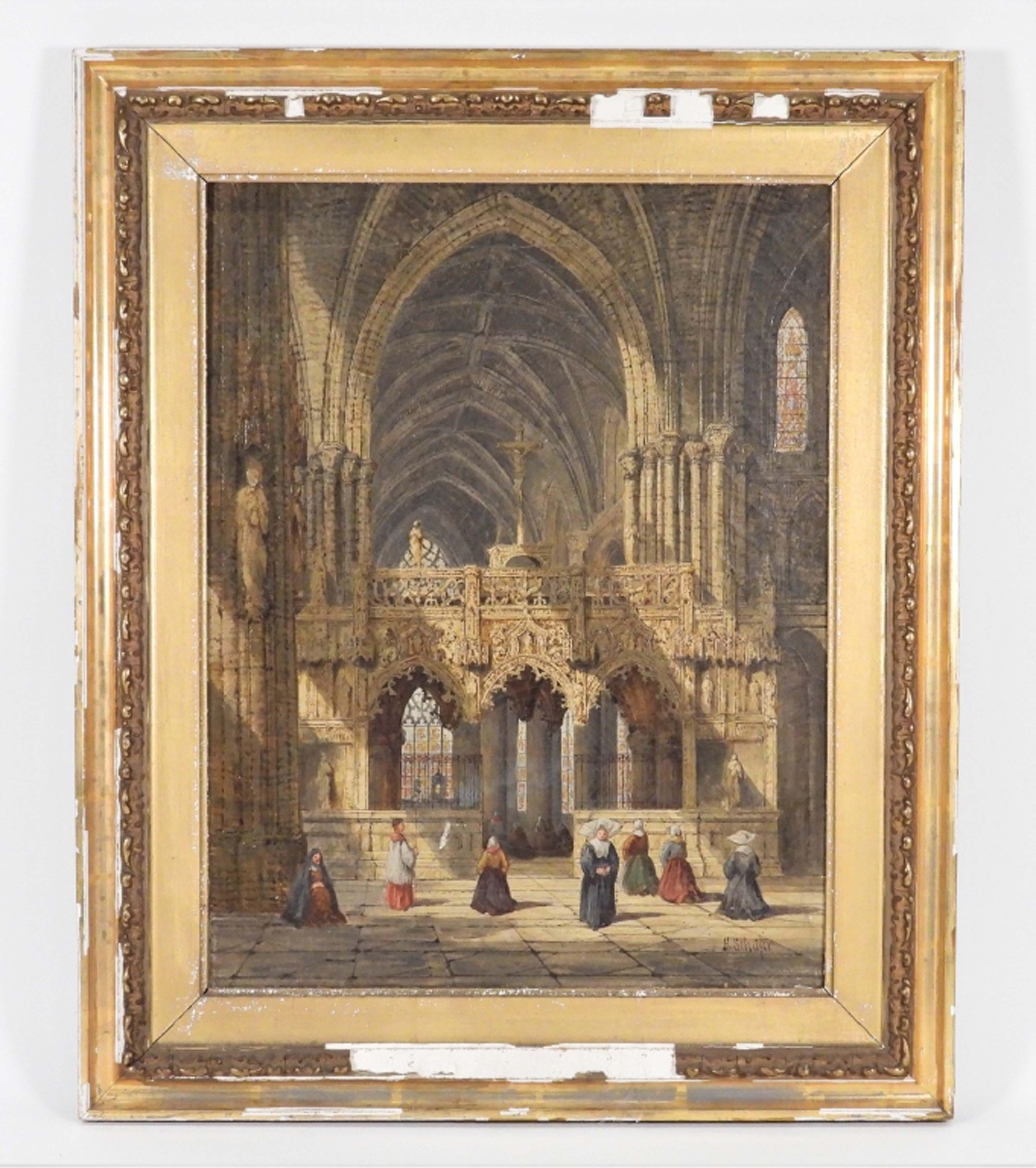
Innenansicht auf den Lettner der Kirche Sainte-Madeleine in Troyes, Frankreich

Gefördert durch den Halberstädter Domherrn Werner Friedrich Julius Stephan von Spiegel besuchte Hermann Schaefer auf dessen Rechnung die Provinzial-Kunst- und Baugewerks-Schule in Magdeburg. Dort ging er auch in die Ateliers der Maler Carl Sieg und Friedrich Randel. Ebenfalls mit Unterstützung Spiegels kam er im Frühjahr 1834 im Alter von 19 Jahren zum Studium der Malerei nach Düsseldorf. An der Kunstakademie Düsseldorf besuchte er zunächst die Gips- und Malerklasse. 1835 ging er in die zweite Klasse zu Karl Ferdinand Sohn. Wegen Raumnot wurde er im gleichen Jahr in die Klasse von Theodor Hildebrandt versetzt. Dann zog er nach München. 1840 kehrte er nach Halberstadt zurück.
Schaefer malte Architekturbilder, Stadtansichten, Bildnisse, Genre- und Historienbilder. In den 1840er und 1850er Jahren porträtierte er mehrere Persönlichkeiten aus Halberstadt. Einige Arbeiten Schäfers befinden sich in der Sammlung des Gleimhauses Halberstadt.